# Farces Aldwych
Les farces Aldwych (Aldwych Farces) sont une série de douze farces théâtrales présentées à Londres au Aldwych Theatre quasiment sans discontinuité de 1923 à 1933. À part trois d'entre elles, toutes sont écrites par Ben Travers et intègrent et développent le genre de la comédie britannique, combinée avec d'habiles jeux de mots. Les pièces sont mises en scène par l'acteur-directeur Tom Walls et jouées par ce dernier et Ralph Lynn, soutenus par une compagnie régulière qui comprenait Robertson Hare, Mary Brough, Winifred Shotter,Ethel Coleridge et James Gordon.
La plupart de ces farces sont adaptées au cinéma dans les années 1930, mettant en vedette dans la mesure du possible les comédiens de la distribution originale. Des versions télévisées seront également réalisées.

## Les douze farces
- It Pays to Advertise
  - du 2 février 1923 au 10 juillet 1925
  - 598 représentations
- A Cuckoo in the Nest
  - du 22 juillet 1925 au 26 juin 1926
  - 376 représentations
- Rookery Nook
  - du 30 juin 1926 au 25 juin 1927
  - 409 représentations
- Thark
  - du 4 juillet 1927 au 16 juin 1928
  - 401 représentations
- Plunder
  - du 26 juin 1928 au 27 avril 1929
  - 344 représentations
- A Cup of Kindness
  - du 24 mai 1929 au 1er février 1930
  - 291 représentations
- A Night Like This
  - du 18 février 1930 au 15 novembre 1930
  - 267 représentations
- Marry the Girl
  - du 24 novembre 1930 au 16 mai 1931
  - 195 représentations
- Turkey Time
  - du 26 mai 1931 au 16 janvier 1932
  - 263 représentations
- Dirty Work
  - du 7 mars 1932 au 27 août 1932
  - 195 représentations
- Fifty-Fifty
  - du 5 septembre 1932 au 21 janvier 1933
  - 161 représentations
- A Bit of a Test
  - du 30 janvier 1933 au 3 juin 1933
  - 142 représentations